# The Wrong Side of Heaven and the Righteous Side of Hell, Volume 1
The Wrong Side of Heaven and the Righteous Side of Hell, Volume 1 è il quarto album in studio del gruppo statunitense Five Finger Death Punch. Il Volume 2 è stato pubblicato il 19 novembre 2013.

## Tracce
1. Lift Me Up (feat. Rob Halford) – 4:06
2. Watch You Bleed – 3:43
3. You – 3:03
4. Wrong Side of Heaven – 4:31
5. Burn MF – 3:37
6. I.M.Sin – 3:39
7. Anywhere But Here (feat. Maria Brink) – 3:45
8. Dot Your Eyes – 3:15
9. M.I.N.E (End This Way) – 4:06
10. Mama Said Knock You Out (feat. Tech N9ne) (cover di LL Cool J) – 2:47
11. Diary of a Deadman – 4:44

Deluxe Edition bonus tracks
1. I.M.Sin (feat. Max Cavalera) – 3:39
2. Anywhere But Here (feat. Maria Brink) – 3:46
3. Dot Your Eyes (feat. Jamey Jasta) – 3:15

Secondo disco live dell'edizione deluxe
1. Intro – 1:00
2. Under and Over It – 4:09
3. Burn It Down – 4:07
4. American Capitalist – 3:33
5. Hard to See – 3:45
6. Coming Down – 5:07
7. Bad Company – 4:57
8. White Knuckles – 10:00
9. Drum Solo – 4:16
10. Far From Home – 2:29
11. Never Enough – 3:42
12. War Is the Answer – 5:44
13. Remember Everything – 5:14
14. No One Gets Left Behind – 3:49
15. The Bleeding – 7:16

## Formazione
- Ivan Moody – voce
- Zoltan Bathory – chitarra
- Jason Hook – chitarra
- Chris Kael – basso
- Jeremy Spencer –batteria